# Jiankou

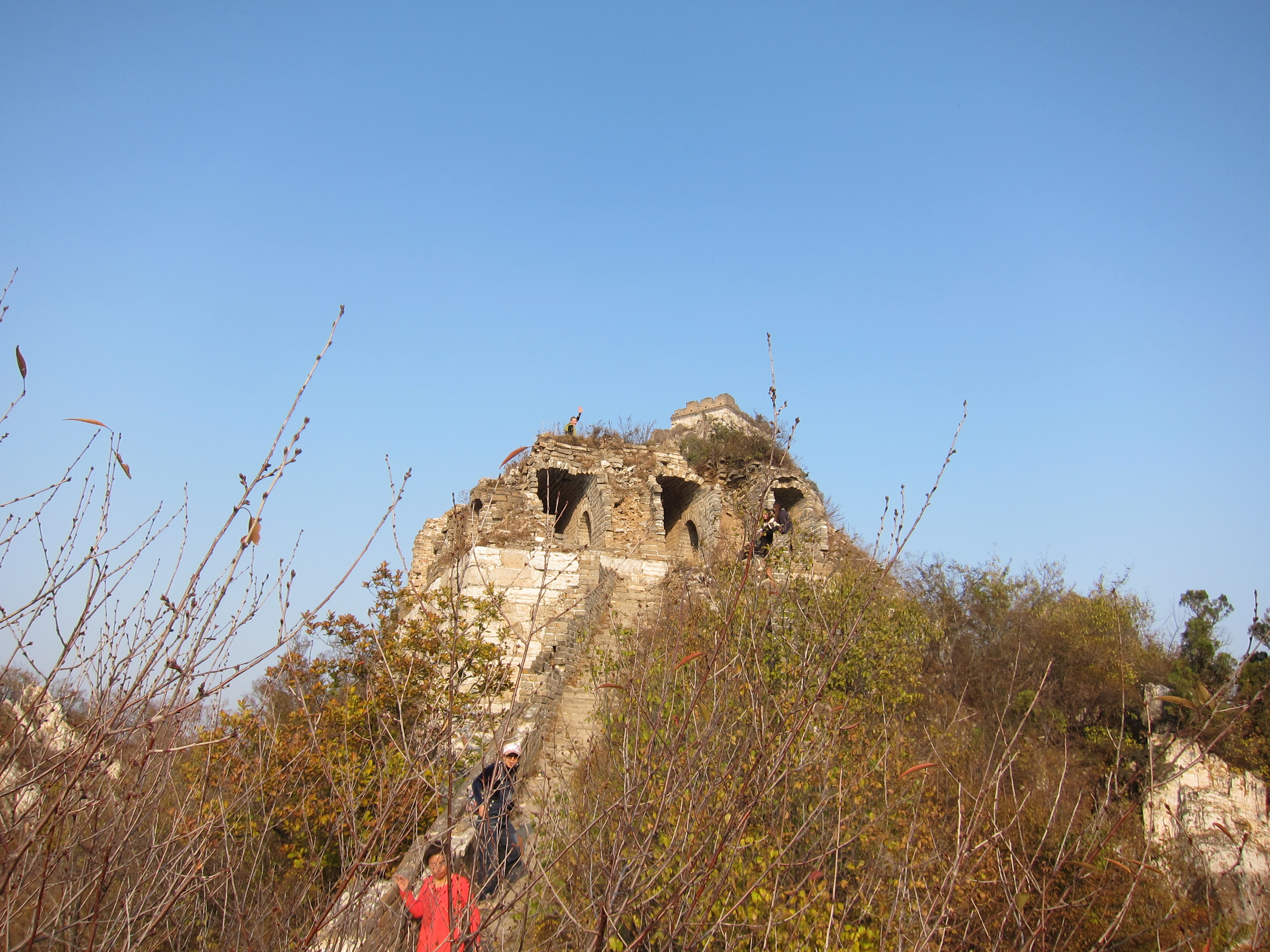
Tour de guet en ruine.

Jiankou est une section de la Grande Muraille de Chine. En français, « Jiankou » se traduit par « encoche de flèche » car la forme de la montagne ressemble à une flèche avec la crête effondrée qui s'ouvre, rappelant une encoche de flèche. Le mur mesure 20 km de long et situé 73 kilomètres (45,36 mi) au nord de Pékin dans le district de Huairou. La section Jiankou de la Grande Muraille de Chine est située entre les sections Mutianyu et Moshikou de la Grande Muraille de Chine. Il est construit sur une crête montagneuse escarpée et constitue une randonnée populaire parmi les visiteurs.
Outre les causes naturelles, les activités humaines suscitent de plus en plus d'inquiétudes quant à la préservation de cette section du mur, car « le manque de travaux sur le mur l'a rendu pittoresque, mais dangereux ».
Cette attraction touristique a été temporairement suspendue en 2020 en raison du covid-19.

## Histoire
La section Jiankou du mur a été construite en 1368 pendant la période de la dynastie Ming. Sous la dynastie Ming, ce mur fut continuellement reconstruit et remanié jusqu'en 1644. Il est érigé à partir de dolomie, une roche carbonatée sédimentaire blanche.

## Description
Cette section du mur est en grande partie non restaurée, avec une restauration récente effectuée en 2015-2019 qui a permis de préserver une section de 750 m de long. En raison de facteurs naturels tels que les intempéries et l'érosion, de nombreux murs de Jiankou ont été gravement endommagés, de sorte que la Grande Muraille de Jiankou est la section la plus précaire de la Grande Muraille de Pékin.

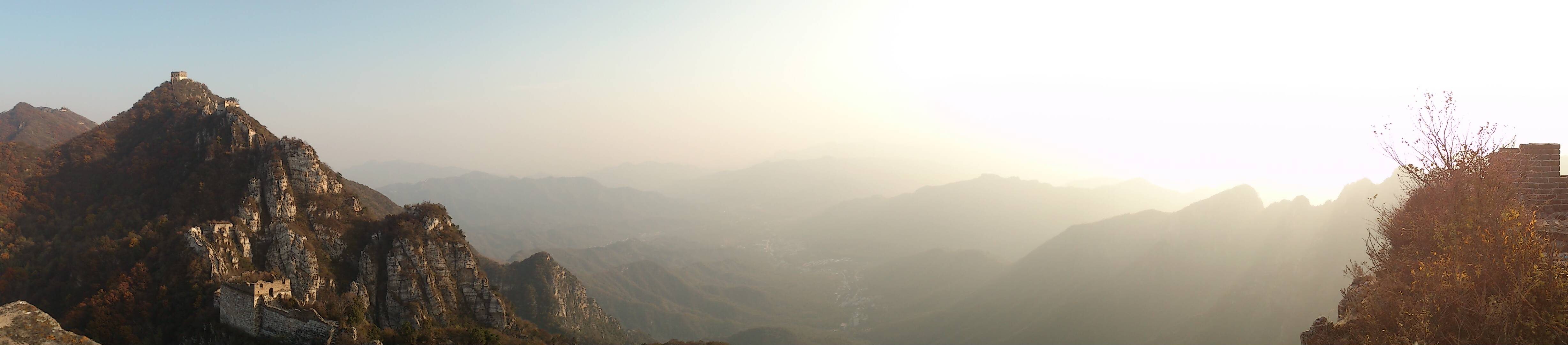
Une vue panoramique depuis une tour de guet sur Jiankou.